# Placówka Straży Granicznej II linii „Królewska Huta”
Placówka Straży Granicznej II linii „Królewska Huta” – jednostka organizacyjna Straży Granicznej pełniąca służbę ochronną na granicy polsko-niemieckiej w okresie międzywojennym.

## Formowanie i zmiany organizacyjne
Rozporządzeniem Prezydenta Rzeczypospolitej Polskiej Ignacego Mościckiego z 22 marca 1928 roku, do ochrony północnej, zachodniej i południowej granicy państwa, a w szczególności do ich ochrony celnej, powoływano z dniem 2 kwietnia 1928 roku  Straż Graniczną.
Rozkazem nr 4 z 30 kwietnia 1928 roku w sprawie organizacji Śląskiego Inspektoratu Okręgowego dowódca Straży Granicznej gen. bryg. Stefan Pasławski określił strukturę organizacyjną komisariatu SG „Lipiny”. Placówka Straży Granicznej II linii „Królewska Huta” znalazła się w jego strukturze.

## Kierownicy/dowódcy placówki
| stopień            | imię i nazwisko     | okres pełnienia służby  | kolejne stanowisko                        |
| ------------------ | ------------------- | ----------------------- | ----------------------------------------- |
| starszy przodownik | Seweryn Mikołajczak | – 19 IV 1930            | kierownik kancelarii komisariatu „Lipiny” |
| starszy strażnik   | Stefan Grabias      | 19 IV 1930 – 24 XI 1930 |                                           |
| starszy przewodnik | Leon Nowicki        | 24 XI 1930 – 2 X 1932   |                                           |
| starszy przewodnik | Tomasz Gross        | 2 X 1932 – 20 IX 1933   | kierownik placówki „Bielszowice”          |
| starszy przewodnik | Ryszard Mackiewicz  | był IV 1935             |                                           |